# Brendan B. Brown
Brendan B. Brown (Northport, 11 ottobre 1973) è un musicista statunitense.
Comunemente conosciuto come BBB dai fan, Brown è la voce guida e chitarrista nella band pop punk dei Wheatus, che lui fondò con il fratello Pete Brown nel 1998.